# Mendol: Ikemen idol
Mendol: Ikemen idol (メン☆ドル 〜イケメンアイドル〜?, Men☆doru: Ikemen aidoru) è un dorama autunnale in 12 puntate di TV Tokyo andato in onda nel 2008.

## Trama
La vicenda ruota attorno a tre ragazzine che tentano in ogni maniera di diventare idol ma che, per un motivo o per l'altro non riescono ad aver buon esito nelle loro audizioni.
Un giorno si ritrovano ad essere testimoni oculari di un omicidio e, braccate dalla banda di criminali che vuole farle tacere per sempre, sono costrette a fuggire. Per proteggere la loro identità, si travestono da maschi e, in questa nuova veste, vengono immediatamente assunte in qualità di nuovo gruppo j-pop: come boy-band ottengono un insperato successo, e vestite da ragazzi si trovano assolutamente a loro agio.
L'unica a conoscere la verità è la loro manager, una lesbica un po' sadica che non esita a infliggere alle tre adolescenti una sculacciata quando queste se la meritano. Un ragazzo, inoltre, s'innamora di una delle tre e per questo motivo crederà d'essere gay.

## Protagonisti
- Haruna Kojima - Wakamatsu Asahi/Riku
- Minami Takahashi - Kawachi Nami/Kai
- Minami Minegishi - Otowa Hinata/Kuu
- Hanako Takigawa - Rei
- Joytoy Yinling - Komamura Matsuko
- Hakuryu - Kuroda Shonosuke
- Reona Hirota Saeko
- Naoki Kawano - Jiro
- Hiro Mizushima - katsuyuki

## Episodi
La serie è composta in totale da 12 episodi.
| Stagione       | Episodi | Prima TV Giappone | Prima TV Italia |
| -------------- | ------- | ----------------- | --------------- |
| Prima stagione | 12      | 2008              | inedita         |